# Hogeronderwijsregister
Het Hogeronderwijsregister is het officiële Vlaamse register van de door de overheid erkende hogeronderwijsinstellingen en -opleidingen. Enkel de (geaccrediteerde) opleidingen die erkende bachelor- of masterdiploma's mogen uitreiken, zijn opgenomen in het Hogeronderwijsregister. Een instelling of een opleiding die niet voorkomt in het Hogeronderwijsregister kan geen door de overheid erkende diploma's uitreiken.
Het Hogeronderwijsregister wordt onderhouden door de Nederlands-Vlaamse Accreditatieorganisatie (NVAO).

## Doelstellingen
Het Hogeronderwijsregister beoogt drie doelstellingen.
1. Het moet ten eerste de studiekeuze vergemakkelijken. Scholieren en studenten vinden op de website van het Hogeronderwijsregister alle informatie over het hoger onderwijs, de instellingen en de opleidingen in Vlaanderen.
2. Ten tweede moet het Hogeronderwijsregister de erkenning van de diploma's door de arbeidsmarkt vergemakkelijken. Werkgevers zullen via het archief van het Hogeronderwijsregister kunnen nagaan of een diploma van een geaccrediteerde opleiding komt en wat het profiel en de doelstellingen van een opleiding waren.
3. Ten derde beoogt het Hogeronderwijsregister de erkenning van de Vlaamse diploma's in het buitenland te faciliteren. Via de Engelstalige website kan worden nagegaan of een Vlaams diploma komt van een (ambtshalve) geregistreerde instelling en een geaccrediteerde opleiding. Aangezien deze informatie door de bevoegde accreditatieorganisatie wordt bekendgemaakt, moet dit ook het nodige vertrouwen opwekken.

## Wettelijk kader van het Hogeronderwijsregister
Het Hogeronderwijsregister bevat nuttige inlichtingen over alle in Vlaanderen aangeboden bachelor- of masteropleidingen die geaccrediteerd zijn, tijdelijk erkend zijn of die als nieuwe opleiding zijn erkend. Daarnaast wordt er ook informatie over het hoger onderwijs in Vlaanderen gepresenteerd.
Het decreet op de herstructurering van het Hoger Onderwijs van 4 april 2003 creëerde een Hogeronderwijsregister. Dit decreet bepaalt dat het Hogeronderwijsregister alle nodige en nuttige inlichtingen bevat over alle in Vlaanderen aangeboden bachelor- en masteropleidingen die ofwel geaccrediteerd zijn, ofwel van een overgangsaccreditatie genieten, ofwel (al dan niet van rechtswege) tijdelijk zijn erkend ofwel als nieuwe opleiding zijn erkend. Een opleiding die niet aan deze voorwaarden voldoet, wordt geschrapt uit het register vanaf het academiejaar volgend op het academiejaar waarin de geldigheid van de lopende accreditatie, erkenning als nieuwe opleiding of tijdelijke erkenning vervalt.